# Distrito electoral de Douglas (condado de Douglas, Nebraska)
Douglas (en inglés: Douglas Precinct) es un distrito electoral ubicado en el condado de Douglas en el estado estadounidense de Nebraska. En el Censo de 2010 tenía una población de 7361 habitantes y una densidad poblacional de 1.225,04 personas por km².

## Geografía
Douglas se encuentra ubicado en las coordenadas 41°11′56″N 96°1′49″O / 41.19889, -96.03028. Según la Oficina del Censo de los Estados Unidos, Douglas tiene una superficie total de 6.01 km², de la cual 5.98 km² corresponden a tierra firme y (0.52%) 0.03 km² es agua.

## Demografía
Según el censo de 2010, había 7361 personas residiendo en Douglas. La densidad de población era de 1.225,04 hab./km². De los 7361 habitantes, Douglas estaba compuesto por el 89.72% blancos, el 2.21% eran afroamericanos, el 0.37% eran amerindios, el 0.86% eran asiáticos, el 0.03% eran isleños del Pacífico, el 4.9% eran de otras razas y el 1.92% pertenecían a dos o más razas. Del total de la población el 10.05% eran hispanos o latinos de cualquier raza.